# Haplogruppe M (Y-DNA)

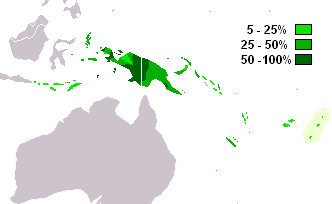
Haplogruppe M auf dem Y-Chromosom. Geographische Verteilung von Neuguinea, Maluku über die Fidschi- und den Tonga-Inseln.

Haplogruppe M ist in der Humangenetik eine Haplogruppe des Y-Chromosoms.
Diese Haplogruppe wird in unterschiedlicher Dichte in Bevölkerungen von Ostindonesien, von Melanesien (einschließlich Papua-Neuguinea), von Mikronesien und von Polynesien gefunden. Die Männer von Papua-Neuguinea und Melanesien haben Haplogruppe M Chromosomen.
Sie ist die nachfolgende Haplogruppe von K. Es wird angenommen, dass sie vor 10.000 Jahren entstand.

## Subgruppen
Die Subgruppen der Haplogruppe M mit ihrer unterscheidenden Mutation, nach Karafet et al. (2008).
- - Haplogruppe M  (P256)
    - M1 (M4, M5, M106, M186, M189, P35) Typisch für Papua Neuguinea
      - M1*
      - M1a (P34) wurde in Papua Neuguinea und Indonesien gefunden[2]
        - M1a*
        - M1a1 (P51)

      - M1b (P87)
        - M1b*
        - M1b1 (M104 (P22)) Typisch für Bevölkerungen des Bismarck Archipels und Bougainville[3]
          - M1b1*
          - M1b1a (M16)
          - M1b1b (M83)

    - M2 (M353, M387) in niedriger Konzentration auf den Salomonen und den Fidschi Inseln gefunden
      - M2*
      - M2a (SRY9138 (M177))

    - M3 (P117) gefunden in Melanesien